# تحلي بالإيمان
في الفلسفة، التحلي بالإيمان هو فعل الإيمان أو قبول شيء ما ليس على أساس العقل. ترتبط هذه العبارة عادةً بالفيلسوف الدنماركي سورين كيركغور.